# Conferência Permanente de Partidos Políticos da América Latina
A Conferência Permanente de Partidos Políticos da América Latina e Caribe (COPPPAL) é uma organização internacional de partidos políticos da América Latina e do Caribe. Foi criada a instâncias do Partido Revolucionário Institucional (PRI) em 12 de outubro de 1979 em Oaxaca, México, e aglutina partidos liberais, social-democratas, democrata cristãos e de esquerda. Hoje em dia a COPPPAL é o foro de partidos políticos mais importante de América Latina e o Caribe.
Seu primeiro presidente (1979-1981) foi o mexicano Gustavo Carvajal Moreno (PRI). Seu atual presidente é o politico mexicano Alejandro Moreno Cárdenas.

## Membros
Os seguintes partidos políticos da região estão representados na COPPPAL (membros associados em itálico):
| País                     | Partido |
| ------------------------ | --- |
| Argentina                | Frente Grande - Partido Intransigente - Partido Justicialista - Partido Socialista - União Cívica Radical                                           |
| Belize                   | Partido Popular Unido |
| Bolívia                  | Movimento de Esquerda Revolucionária - Movimento Nacionalista Revolucionário - Movimento Bolívia Livre                                              |
| Bonaire                  | Partido Democrático de Bonaire |
| Brasil                   | Partido Democrático Trabalhista - Partido dos Trabalhadores - Movimento Democrático Brasileiro                                                      |
| Canadá                   | Parti Québécois |
| Chile                    | Partido Radical Social-democrata - Partido Socialista de Chile - Partido pela Democracia                                                            |
| Colômbia                 | Partido Liberal Colombiano - Pólo Democrático Independente                                                                                          |
| Costa Rica               | Partido Libertação Nacional |
| Cuba                     | Partido Comunista de Cuba |
| Curaçau                  | Frente Operário Liberashon 30 dei Mei 1969 - Partido Trabalhista Krusada Popular                                                                    |
| Domínica                 | Dominica Labour Party |
| Equador                  | Esquerda Democrática - Partido Roldosista Equatoriano - Partido Socialista-Frente Amplo                                                             |
| El Salvador              | Frente Farabundo Martí de Libertação Nacional - Mudança Democrática                                                                                 |
| Guatemala                | Unidade Nacional da Esperança |
| Haiti                    | Fusão dos Social-democratas Haitianos - Organização do Povo em Luta                                                                                 |
| Honduras                 | Partido Liberal de Honduras Partido Liberdade e Refundación                                                                                         |
| Jamaica                  | People's National Party |
| México                   | Partido Revolucionário Institucional - Partido do Trabalho - Partido da Revolução Democrática                                                       |
| Nicarágua                | Frente Sandinista de Libertação Nacional |
| Paraguai                 | Frente Guasú |
| Panamá                   | Partido Revolucionário Democrático |
| Peru                     | Partido Aprista Peruano - Partido Nacionalista Peruano                                                                                              |
| Porto Rico               | Partido Independentista Puertorriqueño |
| República Dominicana     | Partido Revolucionário Dominicano - Partido da Libertação Dominicana - Partido Revolucionário Social Democrata                                      |
| Santa Lúcia              | Saint Lucia Labour Party |
| São Vicente e Granadinas | Unity Labour Party |
| Uruguai                  | Frente Amplo - Partido Colorado - Partido Nacional                                                                                                  |
| Venezuela                | Movimento Eleitoral do Povo - Partido Socialista Unido da Venezuela - Ação Democrática - Movimento ao Socialismo - Pela Democracia Social (PODEMOS) |